# Wygoda (gmina Wisznice)
Wygoda – wieś w Polsce położona w województwie lubelskim, w powiecie bialskim, w gminie Wisznice.
W latach 1975–1998 miejscowość należała administracyjnie do województwa bialskopodlaskiego.
Wieś jest sołectwem w gminie Wisznice. Według Narodowego Spisu Powszechnego z roku 2011 wieś liczyła 420 mieszkańców i była czwartą co do wielkości miejscowością gminy.
Według spisu powszechnego z roku 1921 miejscowość Wygoda – folwark posiadała 19 domów i 142 mieszkańców . 
Wierni Kościoła rzymskokatolickiego należą do parafii Przemienienia Pańskiego w Wisznicach.